# Považany
Považany ist eine Gemeinde in der Westslowakei. Sie liegt im Waagtal am Ufer der Waag, 7 km von Nové Mesto nad Váhom entfernt.
Die heutige Gemeinde entstand 1960 durch Zusammenschluss dreier Orte: Mošovce (als Mošovce nad Váhom eingemeindet, erste Erwähnung 1263), Kríž nad Váhom (als Svätý Kríž nad Váhom eingemeindet; deutsch Heiligenkreuz, erste Erwähnung 1297) und Vieska (erste Erwähnung 1368) und hieß zunächst Nové Mošovce, bevor sie 1961 den heutigen Namen erhielt. Der Name bedeutet so viel „wie an der Waag liegend“.
Der slowakische Kardinal Alexander Rudnay wurde 1760 im heutigen Ortsteil Kríž nad Váhom geboren.

## Bevölkerung
| Jahr                | 1994 | 2004    | 2014    | 2024    |
| ------------------- | ---- | ------- | ------- | ------- |
| Anzahl der Personen | 1226 | 1274    | 1279    | 1226    |
| Unterschied         |      | +3,91 % | +0,39 % | −4,14 % |

| Jahr                | 2023 | 2024    |
| ------------------- | ---- | ------- |
| Anzahl der Personen | 1238 | 1226    |
| Unterschied         |      | −0,96 % |